# Small Talk
Small Talk, är den amerikanska soul- och funkgruppen Sly and the Family Stones sjunde studioalbum, släppt i juni 1974. Det här albumet var Sly and the Family Stones sista album som grupp, de senare spelades, på egen hand, in av gruppens frontman Sly Stone.
Två singlar släpptes från albumet, "Time For Livin'" (som blev bandet sista Top 40-hit) och "Loose Booty" som senare kom att samplats av Beastie Boys i låten "Shadrach" från albumet Paul's Boutique.
På albumomslaget syns Sly tillsammans med sin dåvarande fru Kathleen Silva och deras nyfödde son Sylvester, Jr. Stone. Paret skildes dock inom en månad efter albumsläppet efter att ha gift sig den 5 juni 1974 under en konsert med Sly and the Family Stone i  Madison Square Garden.

## Låtlista
Alla låtar är skrivna, arrangerade och producerade av Sly Stone.

### Sida 1
1. "Small Talk" (3:22)
2. "Say You Will" (3:19)
3. "Mother Beautiful" (2:01)
4. "Time For Livin'" (3:17)
5. "Can't Strain My Brain" (4:09)

### Sida 2
1. "Loose Booty" (3:47)
2. "Holdin' On" (3:39)
3. "Wishful Thinkin'" (4:26)
4. "Better Thee Than Me" (3:35)
5. "Livin' While I'm Livin'" (2:58)
6. "This is Love" (2:54)

## Medverkande musiker
- Sly Stone: sång, orgel, gitarr, piano, munspel, med mera
- Freddie Stone: körsång, gitarr
- Rosie Stone: körsång, piano, keyboard
- Cynthia Robinson: trumpet
- Jerry Martini: saxofon
- Pat Rizzo: saxofon
- Sid Page: fiol
- Rusty Allen: bas
- Andy Newmark, Bill Lordan: trummor
- Little Sister (Vet Stone, Mary McCreary, Elva Mouton): körsång